# Ajtai Miklós (politikus)
Ajtai Miklós, Fischoff (Rákosliget, 1914. május 19. – Budapest, 1982. február 14.) magyar vegyész, kommunista politikus.

## Élete

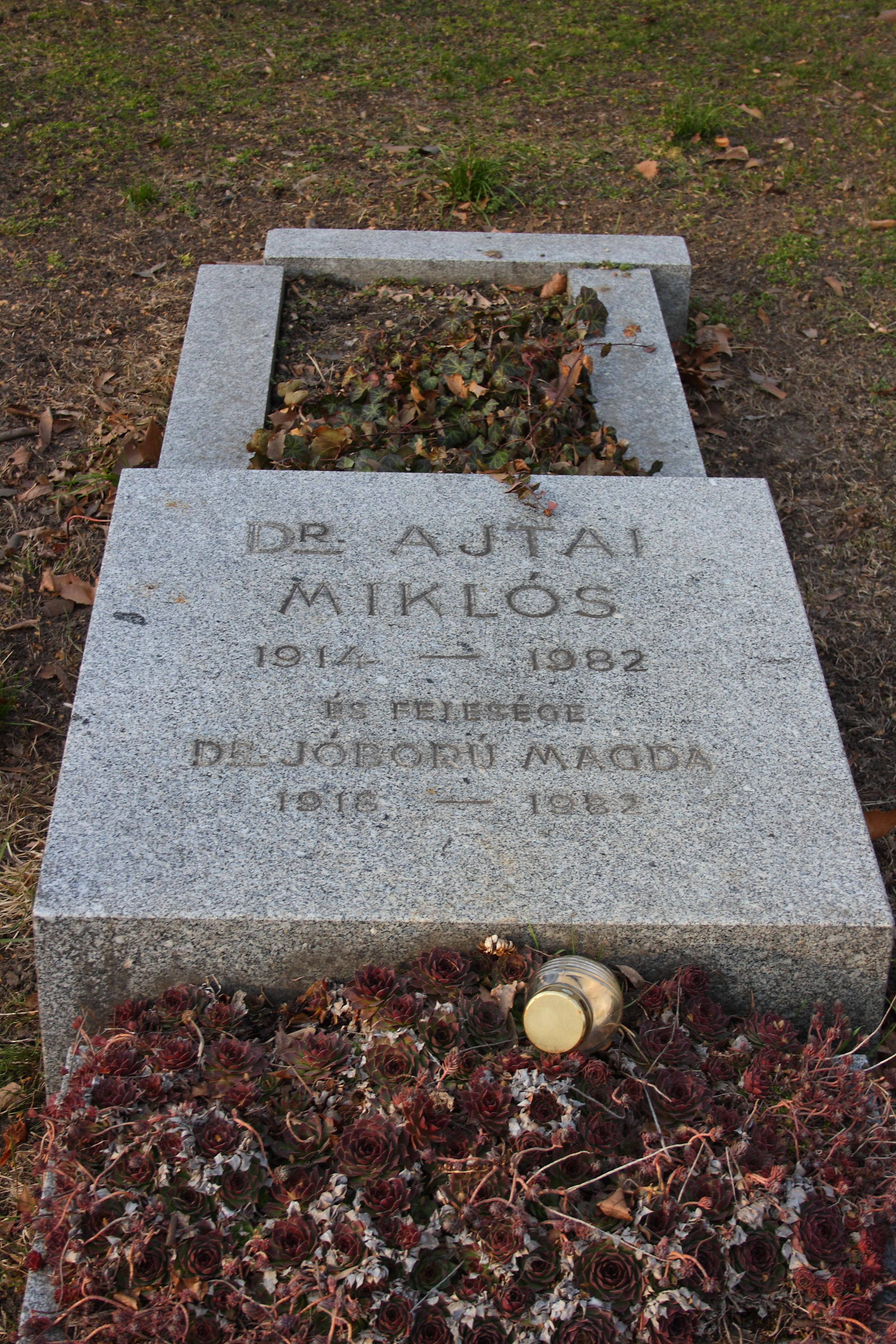
Ajtai Miklós és felesége síremléke a Kerepesi temetőben

Ajtai (Fischoff) Sámuel (1876–1928) magánhivatalnok és Gere Margit fiaként született. 1938-ban a budapesti Pázmány Péter Tudományegyetemen szerzett vegyészdiplomát, majd 1945-ig a Chinoin-gyárban dolgozott szakmájában. 1944-ben lépett be a Magyar Kommunista Pártba (MKP). A Marót-csoport tagja volt, részt vett Gömbös Gyula szobrának felrobbantásában.
1945–1946-ban közellátási kormánybiztos, 1946–1947-ben a Népjóléti Minisztériumban osztálytanácsos, 1947. július 16-tól 1948. november 5-ig a népjóléti, majd iparügyi minisztériumi tanácsos volt. 1949. június 17-én Könnyűipari Minisztérium politikai államtitkárrává, 1951. január 27-én miniszterhelyettesé, 1955. január 17-én a miniszter első helyettesévé nevezték ki.
1955. szeptember 8-án elnökhelyettesként az Országos Tervhivatalhoz került, amelynek 1961. szeptember 13-tól 1967. április 14-ig elnöke volt, majd 1974. március 21-ig a Minisztertanács elnökhelyettesi tisztségét töltötte be. Közben 1965–1974 közt az Állami Díj és Kossuth-díj Bizottság elnöki, 1974-től 1978-ig pedig elnökhelyettesi feladatait látta el. 1969 és 1974 között a Tudománypolitikai Bizottság elnöke, 1974-től 1980-ig a Műszaki és Természettudományi Egyesületek Szövetsége (MTESZ) elnöke, 1981-ig alelnöke, majd haláláig társelnöke volt. Ezeken kívül 1970. augusztus 18-tól 1978. január 15-ig az Országos Műszaki Fejlesztési Bizottság (OMFB) elnöke és 1982-ben, rövid ideig a Magyar Ellenállók és Antifasiszták Szövetségének (MEASZ) elnöke is volt. 1961–1982 között az MSZMP KB tagja, 1962–1970 között a PB tagja volt.

### Kutatható iratanyaga
Miniszterelnök-helyettesi működési időszakából (pontosabban az 1968–1974 közti évkörből) 10,20 iratfolyóméternyi, maradandó értékűnek minősített iratanyaga (80 doboz és 12 kötet) került az Országos Levéltár, mai nevén Magyar Nemzeti Levéltár Országos Levéltára őrizetébe, ahol az a XIX-A-2-ak törzsszámon kutatható.

## Művei
- A spectralanalysis módszerei és alkalmazása; Főiskolai Ny., Pápa, 1936
- Szebellédy László–Ajtai Miklós: A rubrophen mint sav- és lúgmérő indikátor; Főiskolai Ny., Pápa, 1937
- Szebellédy László–Ajtai Miklós: A vascyanid-ion kimutatása katalysissel; Főiskolai Ny., Pápa, 1937
- Szebellédy László–Ajtai Miklós: A nitrátok mikro-térfogatos meghatározása; Magyar Gyógyszerésztudományi Társaság, Pápa, 1937
- Vanadium kimutatása és meghatározása aktivált katalysissel; Held. János Ny., Budapest, 1938
- Ajtai Miklós–Havas Péter: A munkatermelékenység növelésének egyes forrásai az iparban, különös tekintettel a termelés technikai színvonalának emelésére; Franklin Ny., Budapest, 1955
- Az ipari termékek önköltsége és az önköltség csökkentésének módjai, az önálló elszámolás kérdései Magyarországon; Szikra, Budapest, 1955 (Az MDP pártfőiskolájának előadásai)
- A népgazdaság fejlődése, szocialista építőmunkánk feladatai; Kossuth, Budapest, 1963 (Az MSZMP Központi Bizottsága politikai akadémiája)
- Az 1965. évi népgazdasági terv fő kérdései; Kossuth, Budapest, 1965 (Az MSZMP Központi Bizottsága politikai akadémiája)

## Családja
Felesége Jóború Magda (1918–1982) pedagógus, könyvtáros volt, fiuk Ajtai Miklós (1946) matematikus.